# Genicanthus lamarck
Genicanthus lamarck · Poisson-ange lyre de Lamarck
Espèce
Synonymes
- Genicanthus lamarcki (Lacepède, 1802)
- Holacanthus lamarck Lacepède, 1802

Statut de conservation UICN

 LC  : Préoccupation mineure
Genicanthus lamarck, communément nommé Poisson-ange lyre de Lamarck, est une espèce de poissons de la famille des pomacanthidés. 

## Distribution
Le  Poisson-ange lyre de Lamarck est présent dans les eaux tropicales des récifs coralliens de l'Indo-Ouest Pacifique,.
La taille maximale pour cette espèce est de 25 cm.
Cette espèce est nommée en l'honneur de Jean-Baptiste de Lamarck.

## Dimorphisme sexuel
Le Poisson-ange lyre de Lamarck présente un dimorphisme sexuel, la femelle se dissociant du mâle par la coloration de ses nageoires ventrales, en effet ces dernières sont blanches alors que celles du mâle sont noires et il possède également un point jaune sur le front ainsi qu'un agencement des rayures longitudinales différent. 

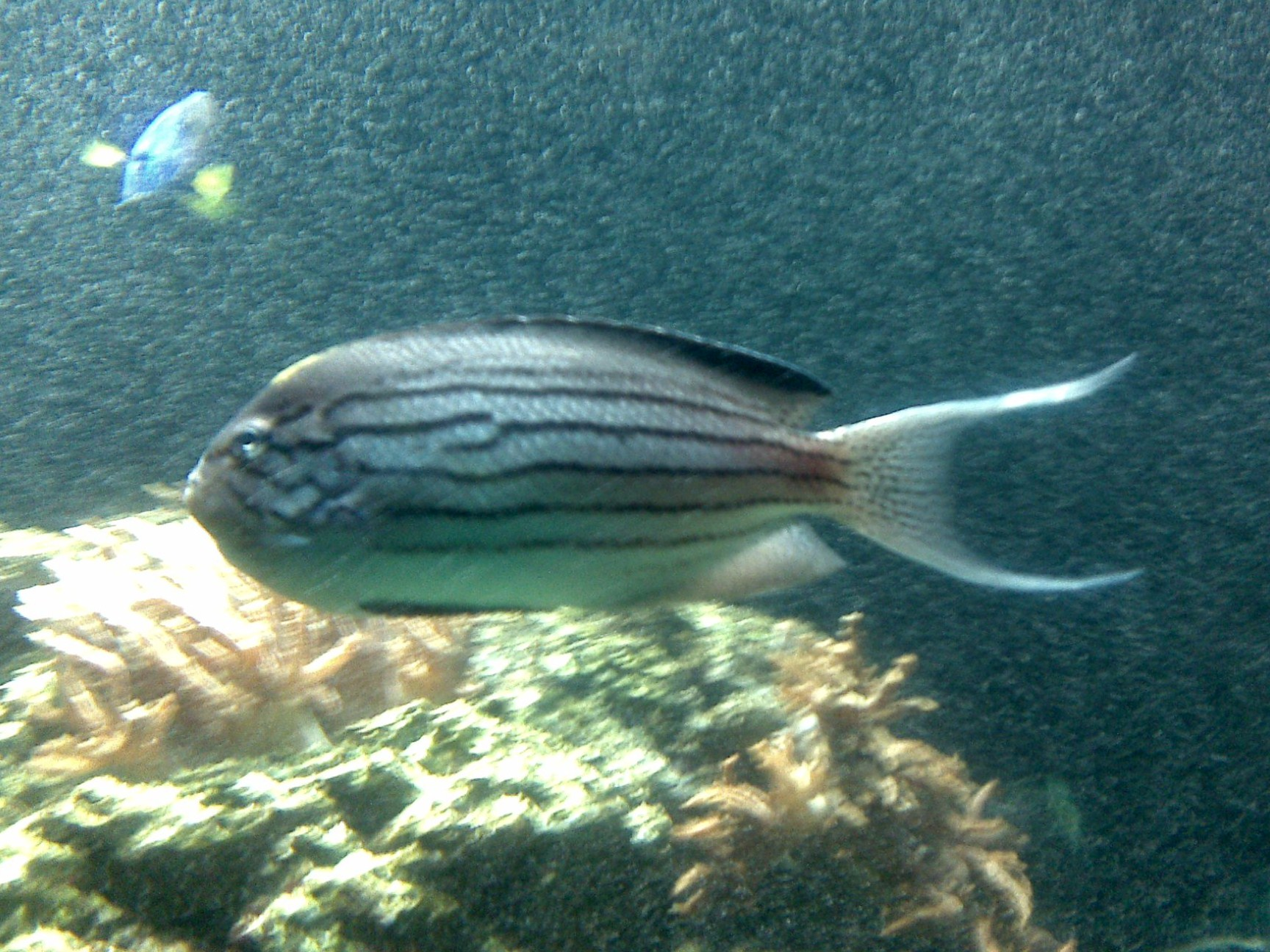
Mâle
Femelle